# Glatthorn
Glatthorn (dříve Damülser Horn, 2133 m n. m.) je nejvyšší hora Bregenzského lesa. Nachází se na území okresu Bludenz v rakouské spolkové zemi Vorarlbersko asi 10 km severovýchodně od Thüringenu. 

## Název
Název Glatthorn, odkazuje na tvar strmých svahů hory. Ve starší literatuře a na historických mapách se však objevuje i pojmenování Damülser Horn. Podle Dietera Seiberta, autora současného horského průvodce pro tuto oblast, se jedná o uměle vytvořený název, který se ale postupně přestal používat. Původně se toto označení vztahovalo na vedlejší vrchol Unterdamüls (1929 m) na severozápadním hřebeni Glatthornu.

## Přístupnost
Na severním svahu hory se nachází lyžařská oblast Faschina-Fontanella, která je dnes součástí propojeného střediska Faschina–Damüls–Mellau.
Odtud lze po naučné stezce (tzv. květinová stezka), vybudované v roce 2005, dojít k sedlu Schluchtensattel, odkud pokračuje strmá cesta na vrchol, která je v některých úsecích jištěná ocelovými lany (stupeň obtížnosti T3 podle klasifikace alpských cest). Značené trasy vedou i z Faschinajochu. Další možný přístup je z jihu od obce Fontanella, na jejímž území hora leží od horské chaty Fatnellaalpe, či chaty Franz-Josef-Hütte, nebo ze severu z Oberdamülsu přes samotný vrchol Damülser Horn. Na západním svahu vede vysokohorská stezka, která prochází nad roklí Ladritschtobel.

## Galerie

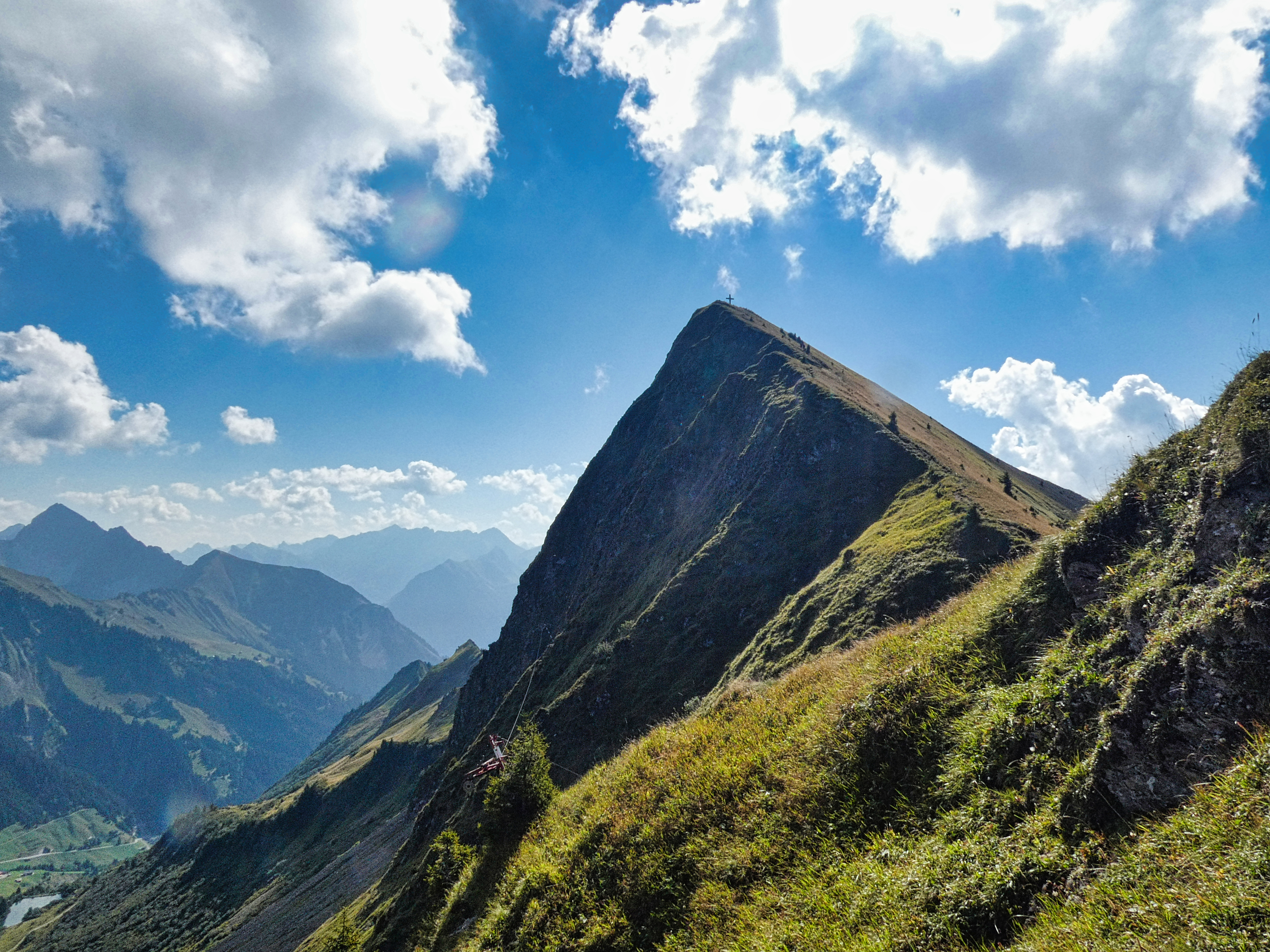
Glatthorn v létě
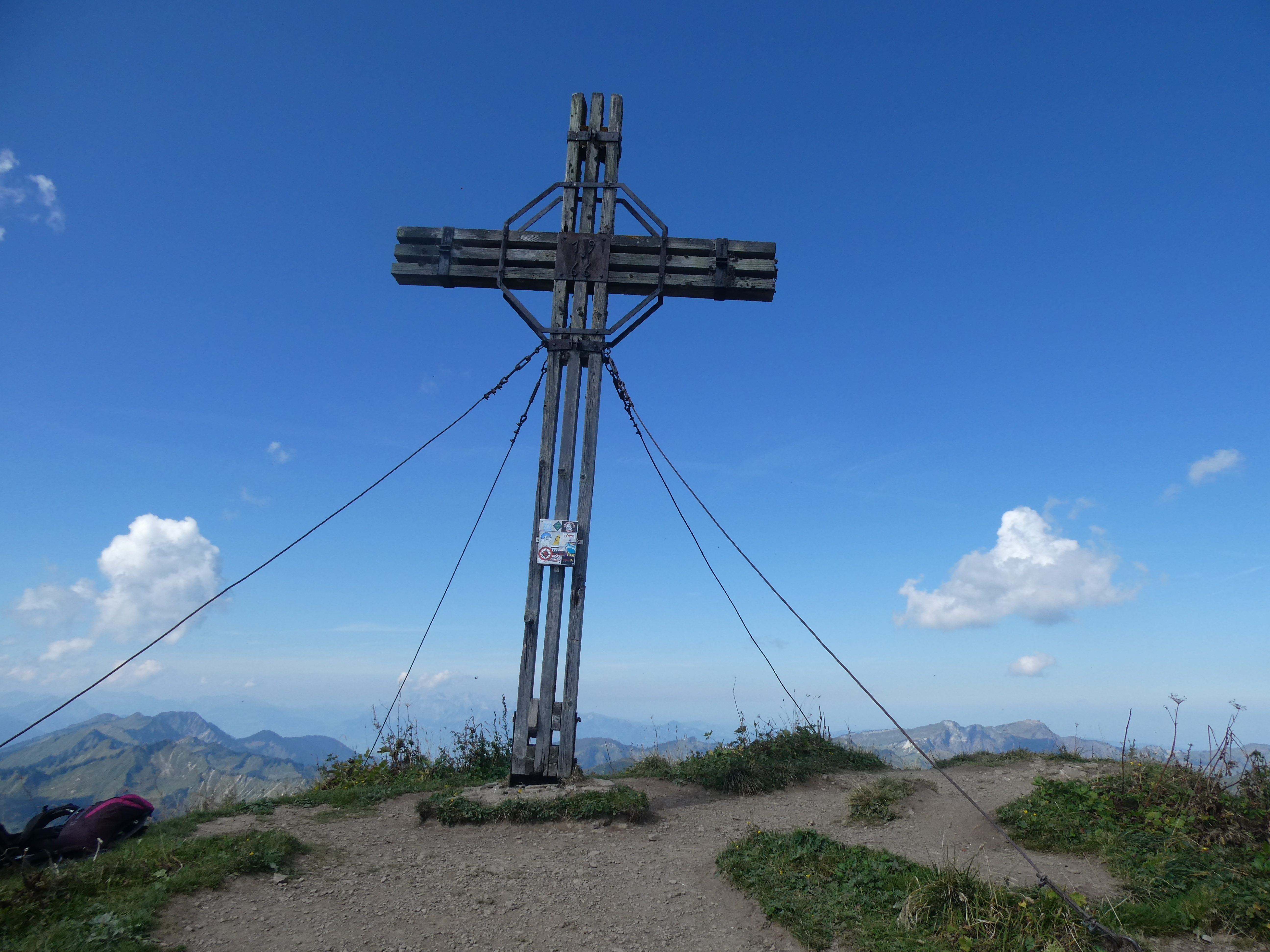
Kříž na vrcholu